# الکساندر لیکاتا
الکساندر لیکاتا (انگلیسی: Alexandre Licata؛ زادهٔ ۲ ژانویهٔ ۱۹۸۴) بازیکن فوتبال اهل فرانسه است.
از باشگاه‌هایی که در آن بازی کرده‌است می‌توان به باشگاه فوتبال اوسر، باشگاه فوتبال باستیا، باشگاه فوتبال لیل، و باشگاه فوتبال موناکو اشاره کرد.